# Noga (entreprise)
Noga (anagramme de Gaon) est une société suisse d'import-export vers l'Afrique et l'Europe, fondée en 1957 à Genève (capitale mondiale du négoce des matières premières) et dirigée par le milliardaire suisse Nessim Gaon.
En 2009, la société a réclamé 1,18 milliard de francs suisses (800 millions d’euros) de dommages et intérêts à l’État russe au sujet d’un contrat de troc de nourriture contre du pétrole.

## Produits d'import-export
- Céréales, huiles, riz, graines oléagineuses, cacao, café, sucre, coton, denrées alimentaires de toute nature...
- Pétrole, produits pétroliers et chimiques, fertilisants
- Matériaux de construction
- Distribution d'équipements techniques, industriels et agricoles
- Ingénierie